# Kosmowszczyzna
Kosmowszczyzna (lit. Kasmiškės) – wieś na Litwie, w okręgu wileńskim, w rejonie wileńskim, w gminie Suderwa. Graniczy z Wilejskim Parkiem Regionalnym.

## Historia
W XIX i w początkach XX w. położona była w Rosji, w guberni wileńskiej, w powiecie wileńskim. Po I wojnie światowej pod administracją polską, w Zarządzie Cywilnym Ziem Wschodnich. W latach 1920–1922 w składzie Litwy Środkowej.
Od 11 kwietnia 1922 leżała w Polsce, w województwie wileńskim, w powiecie wileńsko-trockim, w gminie Mejszagoła. W 1931 miejscowość liczyła:
- folwark – 14 mieszkańców, zamieszkałych w 2 budynkach,
- wieś – 32 mieszkańców, zamieszkałych w 6 budynkach,
- zaścianek – 7 mieszkańców, zamieszkałych w 1 budynku[4].

Po II wojnie światowej w granicach Związku Sowieckiego. Od 1991 na niepodległej Litwie.